# そよら今治馬越
そよら今治馬越（そよらいまばりうまごえ）は、愛媛県今治市にある大型商業施設（ショッピングセンター）である。旧名称は「今治サティ」（いまばりサティ）並びに「イオン今治店」（イオンいまばりてん）。本記事では今治サティ及びイオン今治店、くわえてその前身である「ニチイ今治店」(ニチイいまばりてん、初代/2代目)についても併せて説明する。

## 概要

### 前史：ニチイ今治店
「ニチイ」が今治銀座商店街に裏通りの米屋町一丁目に売場面積約346m2の小規模な衣料品スーパー「（初代）ニチイ今治店」を出店したのが始まりである。
1976年（昭和51年）に大正町一丁目の「今治センター（後の今治髙島屋）」の東隣りに新設された中山ビルに売場面積約7.878m2の「（2代目）ニチイ今治店（今治ショッピングデパート）」を開店して移転した。
1989年（平成元年）に今治高島屋跡地への出店を表明、1991年（平成3年）3月の開店を目指していたが実現していない。
「（2代目）ニチイ今治店」を閉店して郊外にあるしまなみ海道の今治インターチェンジ近くに移転する形で、1999年（平成11年）4月24日に「今治サティ」として開店した。
なお、「（2代目）ニチイ今治店」の閉店が決まった直後の1997年（平成9年）9月には閉店による中心市街地の商店街衰退を懸念した今治商店街協同組合と今治商工会議所がニチイ本社に存続を求めて要望書を出したが閉店し、同店の跡地は2002年（平成14年）にマルナカが買収して2003年（平成15年）7月に食料品スーパー「マルナカ今治駅前店」（売場面積約1,702m2）が出店した。

### 移転オープン以降
1999年に新築移転オープンした本店だが、競合の激化やマイカルの経営破たんの影響が重なって売り場に空きが生じたため、食品売り場と他の売り場の間に設けていた壁を撤去すると共に通路を広げるなど改装を行って、地物の食材に力を入れる共に服飾関係の品揃えを拡充し、2003年（平成15年）3月21日に新装開店した。この新装開店時に閉店時間を23時まで延長している。
2011年（平成23年）3月1日に営業していたサティは全てイオンへ転換したため、当店も店名を変更している。
2024年（令和6年）11月15日、全館リニューアルし、「そよら今治馬越」としてオープンした。「そよら」ブランドとしての中四国地方への出店は今回が初めてとなった。「イオンスタイル今治馬越」を核店舗に据え、愛媛県初出店となるサイゼリヤ、大創産業によるダイソー・Standard Products・THREEPYの3ブランド複合店、室内遊び場「The Kids」、今治市初出店のメガネ専門店「T.G.C.」、ゲームセンター「GiGO」など27店舗がそろう。

## 沿革
- 時期不明 - 今治銀座商店街に裏通りに「（初代）ニチイ今治店」が開店[3]。
- 1976年（昭和51年） - 大正町一丁目に「（2代目）ニチイ今治店」が開店[5]。
- 1999年 - 「（2代目）ニチイ今治店」が閉店[3]。
- 1999年（平成11年）4月24日 - 「今治サティ」が開店[2]。
- 2003年（平成15年）3月21日 - 店内を改装し、新装開店[9]。
- 2011年（平成23年）3月1日 - 「イオン」に改称[10]。
- 2024年（令和6年）11月15日 - 全館リニューアルし、「そよら今治馬越」としてオープン（直営売場はイオンスタイル今治馬越に）[4][12]。

## 建物
地上3階建ての建物で、延べ床面積約27,512m2で売場面積約13,619m2の店舗である。
既存店舗の改装により開業した為、多くのそよら店舗に設けられている芝生広場は置かれていないが、改装後は3階にイベント広場が設けられ、そこで各種イベントが行われる。
また、そよらへのリニューアルに前後して道路を挟んでケンタッキー・フライド・チキンなどの飲食店が新たに建設された。

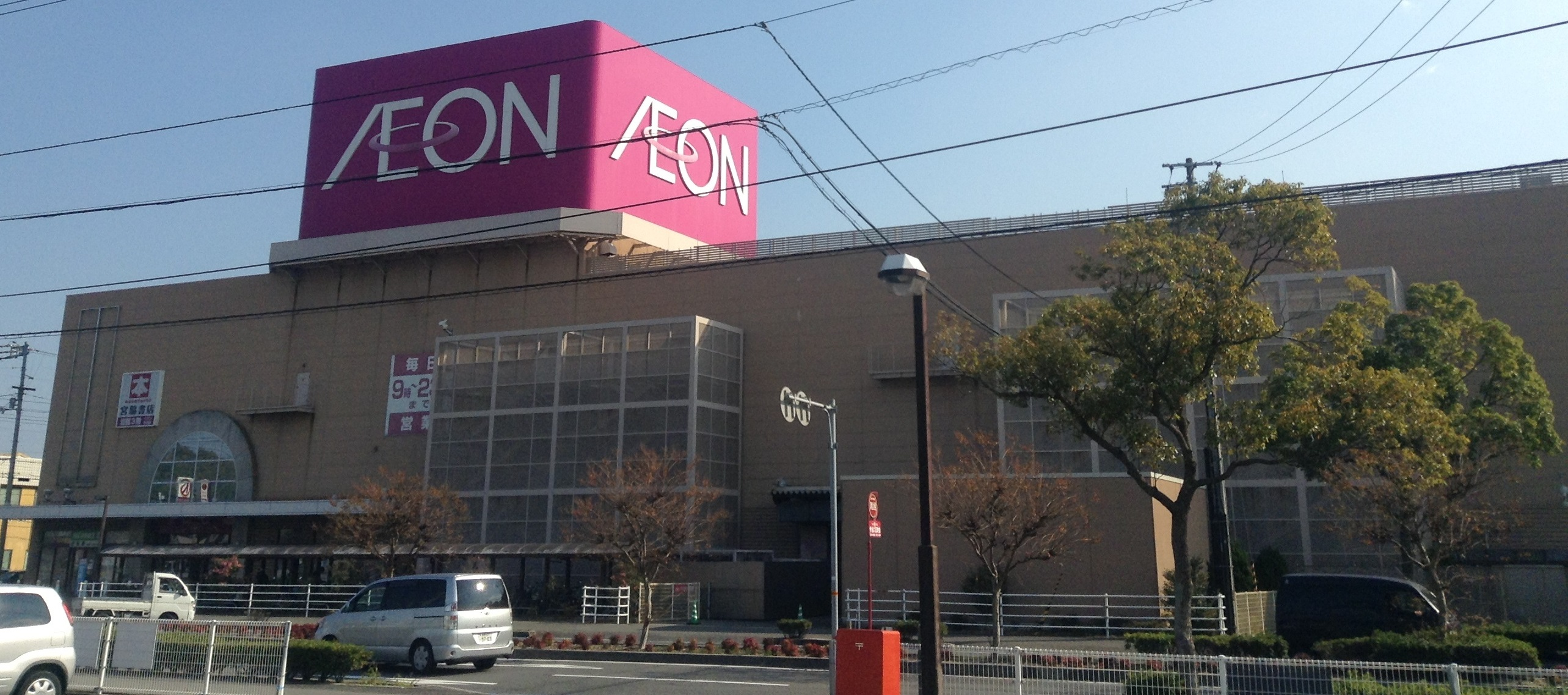
イオン今治店時代 （外壁塗り替え前の外観）

## テナント
全体の売場面積約13,619m2。サティ時代は直営売場面積が約10,928m2となっており、直営比率の高い売場構成であった。
そよら業態にリニューアルされてからは以前より直営比率は縮小し、27店舗の専門店を導入している。前述の通り、一部の飲食店は道路を挟んだ別棟として出店している。
詳細は専門店営業時間を参照。

### 核テナント
- イオンスタイル今治馬越
核店舗となるGMS。食品・化粧品・キッズに重点を置いた売り場構成となっている[13]。
1階で食品・日用品・化粧品、2階で衣料品・家庭用品・キッズ用品を販売する。1階では新たにイオン薬局も併設[13]。

### 主なテナント
- サイゼリヤ（1階）
愛媛県初出店[11]。これにより、四国で未出店の県は高知県のみになった。
- ミスタードーナツ（1階）
フジグラン今治内にあった店舗を移転[14]。
- 英会話 NOVA（1階）[11]
- ダイソー・Standard Products・THREEPY（2階）
3ブランド複合店は愛媛県初[11]。
前記の通り、ダイソーは改装前にも3階に出店していたが、2024年8月18日に閉店していた[15]。
- T.G.C.（2階）
- 宮脇書店（2階）[13]
- The Kids（3階）
- GiGO（3階）
- フィットネスジム FIT365（3階）[11]
- ホットヨガスタジオLAVA（3階）[11]
- ケンタッキー・フライド・チキン（別棟）[11]

## 交通アクセス

### 道路
- 西瀬戸自動車道今治インターチェンジから車で約2分。

### 公共交通機関
- JR予讃線今治駅から徒歩で約30分。
- せとうちバス
  - 今治桟橋、今治駅より桜井団地循環線・イオン線（馬越経由）・（特急バス）今治～松山線に乗車し、「馬越」停留所で下車して徒歩で約8分。
  - 今治桟橋、今治駅より菊間線に乗車し、「山路」停留所で下車して徒歩で約9分。
  - 松山市駅より（特急バス）今治～松山線に乗車し「馬越」停留所で下車して徒歩で約8分。